# Scala METAVIR
La scala METAVIR o classificazione METAVIR viene utilizzata in medicina per valutare la fibrosi epatica a seguito di esami invasivi, come la biopsia, o non invasivi, come l'elastografia epatica.
| Stadio METAVIR | Grado della fibrosi                                                                                               |
| -------------- | --- |
| F0             | Nessuna fibrosi rilevata                                                                                          |
| F1             | Presenza di fibrosi con espansione della zona portale                                                             |
| F2             | Presenza di fibrosi con espansione di gran parte della zona portale e occasionalmente fibrosi a ponte             |
| F3             | Presenza di fibrosi con espansione di gran parte della zona portale, fibrosi a ponte con coinvolgimento dei setti |
| F4             | Presenza di cirrosi                                                                                               |